# Joachim Łoś
Joachim Łoś herbu Dąbrowa (zm. w 1773 roku) – starosta bereżański, członek konfederacji radomskiej w 1767 roku.

## Życiorys
W załączniku do depeszy z 2 października 1767 roku do prezydenta Kolegium Spraw Zagranicznych Imperium Rosyjskiego Nikity Panina, poseł rosyjski Nikołaj Repnin określił go jako posła wrogiego realizacji rosyjskich planów na sejmie 1767 roku, poseł województwa podolskiego na sejm 1767 roku.